# Oldenlandia mollis
Oldenlandia mollis är en måreväxtart som först beskrevs av Nathaniel Wallich och George Don jr, och fick sitt nu gällande namn av Karl Moritz Schumann. Oldenlandia mollis ingår i släktet Oldenlandia och familjen måreväxter. Inga underarter finns listade i Catalogue of Life.